# Rakitnica (Republika Serbska)
Rakitnica (cyr. Ракитница) – wieś w Bośni i Hercegowinie, w Republice Serbskiej, w gminie Rogatica. W 2013 roku liczyła 28 mieszkańców.